# 47891 Garcia-Migani
47891 Garcia-Migani este o planetă minoră (asteroid), cu un diametru de 5,979 km, din centura de asteroizi. A fost descoperită pe 27 martie 2000 la Stația Anderson Mesa de Lowell Observatory Near-Earth-Object Search. 
Obiectul prezintă o orbită caracterizată de o semiaxă mare de 3,1431781839659 UAi, o excentricitate de 0,18966028719698, o înclinație de 1,8936398899533 ° în raport cu ecliptica.